# 玄義玫瑰堂
玄義玫瑰堂（法語：Église du Saint-Rosaire）位於四川省宜賓市翠屏區沙坪鎮火花社區3隊火地溝，亦稱玫瑰書院，屬天主教叙府教區。

## 建築
教堂始建於1895年，原為神學院，現尚存山門、前堂、兩側廂房、牌坊、後堂、耳房、確樓，以磚石圍牆組合成四合院，坐西北向東南，占地面積3300平方米。教堂主要為木結構建築，穿鬥屋架，懸山和硬山式屋頂，山門與前堂連為一體，為石質仿木重簷歇山式，四柱三門，明間額坊書“玫瑰書院”，門前有如意踏道四級，前堂為木結構硬山式頂，牌坊居後堂前，石質仿木三重簷歇山頂，四柱三間，十字柱礎，後堂為典型的西式建築。玄義玫瑰教堂是宜賓近代史的見證和川南地區不多見的中西合璧的一處老建築，對於研究西方建築風格及宗教歷史提供了寶貴的實物材料。2011年公布为宜賓市文物保護單位。2012年7月16日公佈為第八批四川省文物保護單位。